# Jan Piwowarczyk (harcerz)
Jan Piwowarczyk (ur. 16 marca 1930 w Łowiczu, zm. 15/16 listopada 1948 tamże) – polski harcerz, ofiara represji stalinowskich w Polsce.

## Rodzina
Syn starszego posterunkowego Policji Państwowej – Jana Piwowarczyka (ur. 9 sierpnia 1898 w Kielcach) i Matyldy z Kuźmińskich. Jan Piwowarczyk służył w policji od 1922 r. Od 1934 r., w związku z objęciem przez niego posterunku w Nieborowie, cała rodzina przeprowadziła się do Bełchowa. Od sierpnia 1939 r., ponownie mieszkali w Łomży w związku z mobilizacją, która objęła także st. posterunkowego Jana Piwowarczyka. Ojciec dostał się do niewoli sowieckiej po agresji ZSRR na Polskę – 17 września 1939 r. Więziony był kolejno w obozie dla jeńców w Putywlu, a następnie w obozie na wyspie Stołobnyj na jeziorze Seliger. Zamordowany przez Sowietów w Kalininie (obecny Twer), w 1940 r. i pochowany Miednoje. Odznaczony Brązowym Krzyżem Zasługi.

## Życiorys
Od 1937 r., uczeń szkoły powszechnej w Bełchowie, a następnie szkoły powszechnej nr 3 w Łowiczu. W 1944 r., rozpoczął edukację gimnazjalną na tajnych kompletach. W tym samym czasie wstąpił do łowickiej drużyny harcerskiej Zawiszaków stanowiącej najmłodszą grupę metodyczną Szarych Szeregów.
W 1945 r., został uczniem II klasy Państwowego Koedukacyjnego Gimnazjum Handlowego w Łowiczu. W tym też czasie należał do drużyny harcerskiej im. Tadeusza Kościuszki. Uczestnik zlotu młodzieży „Trzymamy straż nad Odrą” w Szczecinie w dniach 12–13 kwietnia 1946 r., w tym samym roku wstąpił do szkolnego Hufca Przysposobienia Wojskowego jako junak, a w roku następnym – 12 czerwca 1947 r., brał udział w wycieczce harcerzy i junaków PW w Tatry.
W 1947 r., umarła jego matka – Matylda Piwowarczyk, a piętnastoletni Jan został zameldowany na stałe w Rembertowie u swojej ciotki Klementyny Ciszewskiej. Jan Piwowarczyk postanawiał jednak kontynuować edukację w Łowiczu. Mieszkał od tej pory w internacie Liceum Pedagogicznego przy ul. Stanisławskiego 31. Jeszcze w tym samym roku kończył naukę gimnazjalną i podejmował dalszą edukację w Liceum Handlowym przy ul. Podrzecznej w Łowiczu.
W okresie między 4 listopada 1947 r. a 5 kwietnia 1948 r., uczęszczał korespondencyjnie na spółdzielczy kurs uczniowski. To wtedy prawdopodobnie podjął naukę języka esperanto. Wcześniej jeszcze w grudniu 1947 r., kończył zorganizowany przez łowicki oddział PCK, wstępny kurs ratownictwa higieny i profilaktyki.

## Śmierć
Jan Piwowarczyk został aresztowany wraz z kolegami przez funkcjonariuszy Powiatowego Urzędu Bezpieczeństwa Publicznego (PUBP) w dniu 10 listopada 1948 r., około godziny 23:00. Do zdarzenia doszło w miejscu jego zamieszkania – internacie Liceum Pedagogicznego przy ul. Stanisławskiego 31 w Łowiczu. W czasie przesłuchania aresztowani zostali oskarżeni o kradzieży czystych blankietów legitymacji Związku Młodzieży Polskiej (ZTM). Śledztwo Jana Piwowarczyka trwało 6 dni w trakcie, których był brutalnie bity przez funkcjonariuszy UB. Prawdopodobnie głównym przesłuchującym był Józef Salamon.
Ostatecznie Jan Piwowarczyk zmarł w nocy z 15/16 listopada w siedzibie PUBP przy ul. Długiej 26 w Łowiczu. Oficjalny raport wskazywał iż przyczyną śmierci Piwowarczyka miało być samobójstwo przez powieszenie za rękaw swetra na kaloryferze. Wersję tę potwierdzili lekarze dr Jan Kaczorowski i Ignacy Rybicki. Jeszcze tej samej nocy, Jan Piwowarczyk został potajemnie pochowany przy murze Cmentarza Emaus.
Już w listopadzie 1948 r., w sprawie śmierci Piwowarczyka został ukarany szef PUBP w Łowiczu – Stefan Czerwiński i referent Henryk Zamojski na 5 i 7 dni aresztu. Był to wynik prowadzonego przez Wojewódzki Urząd Bezpieczeństwa Publicznego w Łodzi postępowania dyscyplinarnego.
W lipcu 1956 r., ciotka Jana – Klementyna Ciszewska, złożyła wniosek do Generalnej Prokuratury PRL o przeprowadzenie śledztwa przeciwko funkcjonariuszom PUBP w Łowiczu, a w szczególności przesłuchującemu Jana Piwowarczyka – Józefowi Salamonowi, podejrzanemu o spowodowanie jego śmierci. W tym samym roku w grudniu nastąpiła ekshumacja zwłok Jana, ale sekcja okazała się niemożliwa do przeprowadzenia. Ciało zostało złożone w grobie jego matki – Matyldy – na cmentarzu w podwarszawskim Rembertowie.
16 kwietnia 1957 r., Prokuratura Wojewódzka w Łodzi umorzyła śledztwo i stwierdziła brak podstaw do skierowania sprawy na drogę sądową z powodu przedawnienia, a akta sprawy przekazała Komendzie Wojewódzkiej MO w Łodzi i Sądowi Wojewódzkiemu.
Ostatecznie 23 marca 1992 r., Okręgowa Komisja Badania Zbrodni przeciwko Narodowi Polskiemu w Łodzi podjęła śledztwo w sprawie zamordowania Jana Piwowarczyka, a 1 marca 1996 r., Prokuratura Wojewódzka w Łodzi podjęła decyzję o umorzeniu postępowania.

## FilmHistoria Janka Piwowarczyka
Na kanwie życie i śmierci Jana Piwowarczyka powstał film dokumentalny pt. "Historia Janka Piwowarczyka" w reżyserii i według scenariusza Tomasza Świątkowskiego. Film powstał jako projekt edukacyjny sfinansowany przez Narodowe Centrum Kultury w Warszawie, Urząd Miejski w Łowiczu, Starostwo Powiatowe w Łowiczu, Centrum Kultury, Turystyki i Promocji Ziemi Łowickiej i Łowicki Ośrodek Kultury (producent filmu).
Produkcja realizowana była blisko 2–lata, a film miał swoją premierę 16 listopada 2010 r., w łowickim kinie Fenix i Łowickim Ośrodku Kultury. Film stanowi montaż wywiadów z ostatnimi żyjącymi świadkami życia Jana Piwowarczyka, oraz dokumentów z prywatnego archiwum jego rodziny, a także zbiorów Archiwum Państwowego w Łowiczu i Oddziału Instytutu Pamięci Narodowej w Łodzi. Film jest efektem żmudnego śledztwa przeprowadzonego przez Tomasza Świątkowskiego i Marka Wojtylaka.
Przy produkcji filmu uczestniczyli 
- Reżyseria – Tomasz Świątkowski
- Scenariusz – Tomasz Świątkowski
- Narracja i konsultacja historyczna – Marek Wojtylak
- Zdjęcia – Marcin Kukielski
- Montaż – Paweł Makowski
- W scenach retrospektywnych występują członkowie łowickiego koła teatralnego "Kołowrót":
  - Kamil Bielecki
  - Ireneusz Czop
  - Piotr Madej
  - Mariusz Pełka
  - Piotr Podleśny
  - Wojciech Podleśny
  - Jakub Skoneczny
  - Michał Wójt